# Claude Chappe
Claude Chappe (25. prosince 1763 – 23. ledna 1805) byl francouzský vynálezce, který v roce 1792 demonstroval systém optického telegrafu založeného na semaforových ukazatelích. Telegrafní stanice jeho systému brzy protkaly celou Francii, staly se prvním praktickým telekomunikačním systémem průmyslového věku a později umožnily Napoleonovi ovládat jeho ohromnou říši. Chappe se tak zároveň stal prvním úspěšným podnikatelem v oboru telekomunikací.
Claude Chappe pocházel ze šlechtické rodiny a byl určen pro církevní dráhu. Francouzská revoluce však zničila jeho sinekuru. Na Chappeho měl velký vliv jeho strýc, astronom Jean-Baptiste Chappe d'Auteroche. Četba jeho deníku v něm probudila zájem o přírodovědu.

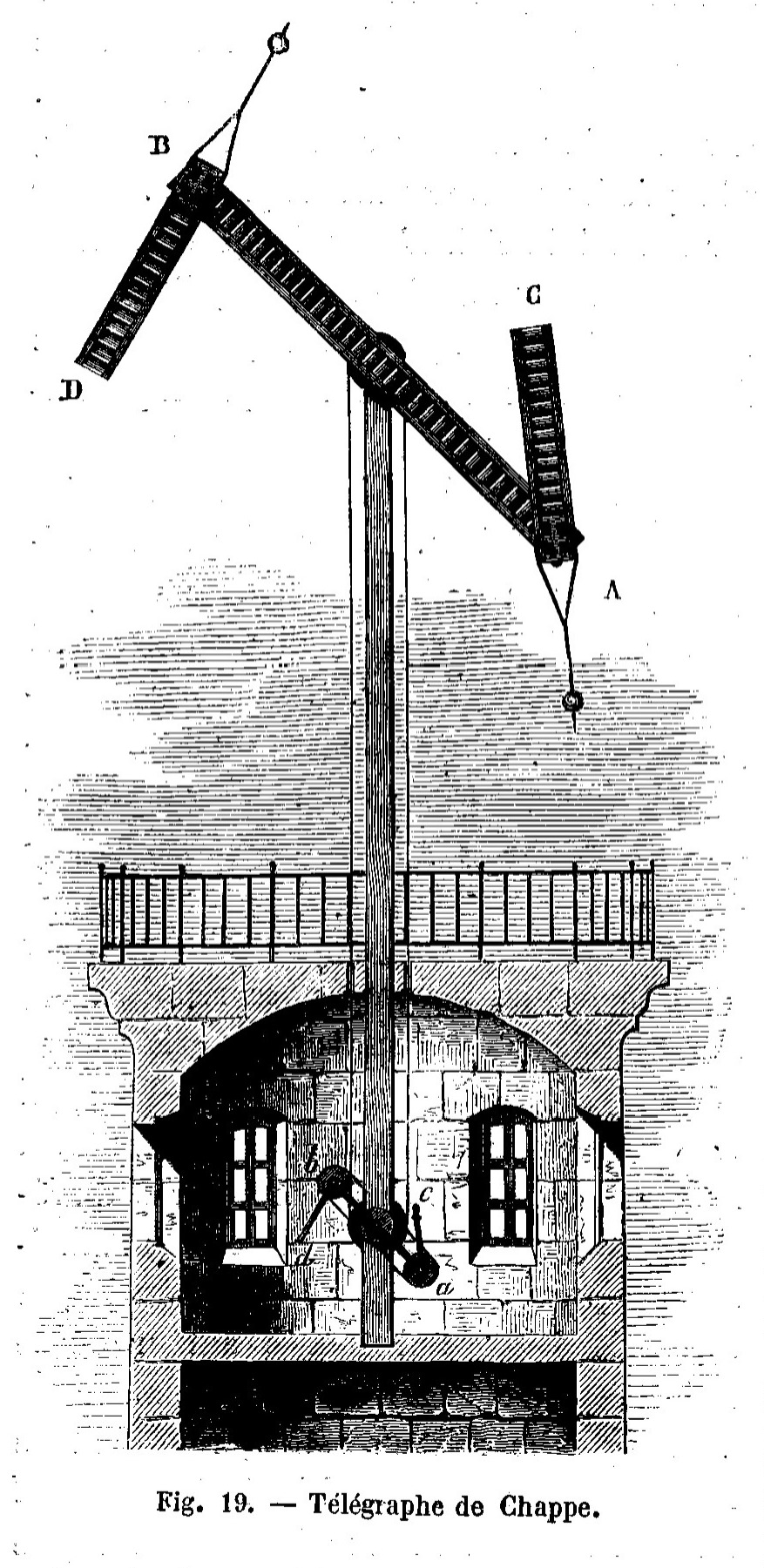
Stanice Chappeova telegrafu

Spolu se svými čtyřmi bratry se Chappe pustil do řešení dávného problému, jak nejlépe předávat zprávy na dálku. Pomocí pokusů zjistili, že pozorovatel na dálku lépe rozliší úhel vychýlení tyče než přítomnost nebo nepřítomnost předmětu na stanovišti. Nakonec se Chappe rozhodl použít semafor se dvěma tyčemi na příčném rameni. Celek byl vyvážený mechanický systém, který měl 196 možných pozic a byl ovládán dvěma táhly. Přenosové věže byly umístěny po 12 až 25 km a byly vybaveny každá dvěma dalekohledy pro pozorování obou sousedních stanic. Systém mohl fungovat jen za dne. Původní jméno bylo „tachygraph“ (řecky „rychlopis“), Chappeúv přítel však navrhl vhodnější „telegraph“ („dálnopis“).
Systém byl vystavěn s podporou Národního shromáždění, ve kterém tehdy zasedal jeden z bratří Chappeů, Ignace Chappe (1760–1829). První zprávy úspěšně prošly mezi Paříží a Lille již roku 1792. Roku 1794 telegraf informoval Paříž o dobytí Condé-sur-l'Escaut Rakušany necelou hodinu poté, co se událost stala.
Roku 1805 spáchal Claude Chappe sebevraždu skokem do studny. Byl prý deprimován svou nemocí a obviněními, že svůj vynález ukradl. Jeho telegraf ukončil činnost roku 1852, kdy byl nahrazen elektrickým přenosem zpráv.
Chappeův telegraf má důležitou roli v Dumasově románu Hrabě Monte Cristo. Titulní hrdina zde podplatí obsluhu stanice a odvysílá falešnou zprávu.